# Demonax planatoides
Demonax planatoides là một loài bọ cánh cứng trong họ Cerambycidae.